# Carebaco-Meisterschaft 1982
Die Carebaco-Meisterschaft 1982 im Badminton fand in Kingston in Jamaika statt. Es war die zehnte Auflage der Titelkämpfe.

## Titelträger
| Disziplin    | Sieger                  |
| ------------ | ----------------------- |
| Herreneinzel | Tommy Lee               |
| Dameneinzel  | Marie Leyow             |
| Herrendoppel | George Hugh Sammy Leyow |
| Damendoppel  | Carol Leyow Marie Leyow |
| Mixed        | George Hugh Marie Leyow |
| Team         | Jamaika                 |